# Mount Robie Reid
Mount Robie Reid är ett berg i Kanada.   Det ligger i provinsen British Columbia, i den södra delen av landet, 3 500 km väster om huvudstaden Ottawa. Toppen på Mount Robie Reid är 2 095 meter över havet, eller 1 251 meter över den omgivande terrängen. Bredden vid basen är 16,6 km.
Terrängen runt Mount Robie Reid är huvudsakligen bergig.Runt Mount Robie Reid är det ganska tätbefolkat, med 67 invånare per kvadratkilometer.. Det finns inga samhällen i närheten.
I omgivningarna runt Mount Robie Reid växer i huvudsak barrskog.